# سام فليتشير
سام فليتشير (بالإنجليزية: Sam Fletcher)‏ هو لاعب كرة قاعدة أمريكي، (ولد في بيدفورد في الولايات المتحدة 1881  م).

## وصلات خارجية
- سام فليتشير على موقعبيزبول رفرنس.كوم (الدوري الرئيسي) (الإنجليزية)